# 格奥尔基·基利科夫
佐奇·捷里哥夫（Georgi Chilikov，1978年8月23日—），保加利亞已退役职业足球运动员。
他曾代表保加利亞出戰2004年歐洲國家盃，在2008年1月轉投大連海昌國際前，他以5萬歐元由國民體育會外借索菲亞中央陸軍。